# R. H. Bing
R. H. Bing, bisweilen fälschlich Rudolph H. Bing, (* 20. Oktober 1914 in Oakwood, Texas; † 28. April 1986 in Austin, Texas) war ein US-amerikanischer Mathematiker, der sich mit allgemeiner Topologie und (insbesondere dreidimensionaler) geometrischer Topologie beschäftigte.

## Leben
Bing hatte als Vornamen nur die Initialen R. H., die er bevorzugt „RH“ schrieb. Er wuchs als Sohn eines Lehrerehepaars auf (sein Vater wurde aber später Landwirt). Bing studierte zunächst am Southwest Texas State Teachers College und legte 1935 das Lehrerexamen ab. Er war dann vier Jahre High-School-Lehrer in Texas. Nebenbei studierte er weiter Mathematik an der University of Texas (aus dem Grund, das er dann als Lehrer höher bezahlt wurde) und machte 1938 seinen Master-Abschluss. Im selben Jahr heiratete er. 1943 wurde er Instructor an der University of Texas, wo er 1945 bei Robert Lee Moore promovierte. 1949/50 war er an der University of Virginia und dann erst Associate Professor und dann Professor an der University of Wisconsin–Madison. 1957/58, 1962/63 und 1967 war er am Institute for Advanced Study. 1973 ging er wieder an die University of Texas at Austin, wo er 1975 bis 1977 Vorsitzender der mathematischen Fakultät war und 1985 emeritierte.
Bing war seit 1965 Mitglied der National Academy of Sciences (1970 bis 1980 in deren Rat) und 1966 und 1978 Vertreter der USA in der International Mathematical Union. 1977/78 war er Präsident der American Mathematical Society und 1963/64 der Mathematical Association of America. 1967 bis 1969 war er Vorsitzender der Mathematik-Abteilung im National Research Council und 1968 bis 1975 im National Science Board. 1962 war er Invited Speaker auf dem Internationalen Mathematikerkongress in Stockholm (Embedding surfaces in 3-manifolds) und 1950 in Cambridge (Massachusetts). 1980 wurde er in die American Academy of Arts and Sciences aufgenommen.

## Werk
Bing ist durch zahlreiche Arbeiten zur geometrischen Topologie (insbesondere in den 1950er und 1960er Jahren) bekannt, über die er 1983 ein zusammenfassendes Lehrbuch schrieb. Er versuchte sich auch mehrfach an der Poincaré-Vermutung und bewies 1958 in diesem Zusammenhang, dass kompakte 3-Mannigfaltigkeiten genau dann homöomorph zur 3-Sphäre sind, falls jede einfache geschlossene Kurve in ihnen mit einer 3-Kugel umschlossen werden kann. 1957 zeigte er, dass zweidimensionale Flächen im dreidimensionalen Raum durch Polyeder-Flächen approximiert werden können. 1959 gab er einen einfacheren Beweis (als dem von Edwin Moise) der Triangulierbarkeit von 3-Mannigfaltigkeiten, wobei er seinen Seiten-Approximierungssatz („Side Approximation Theorem“) anwandte. Viele Beispielkonstruktionen und Methoden aus der Topologie sind nach ihm benannt (z. B. Bing’s Sticky Foot Topology, Bing’s Sling, Bing’s Hooked Rug, Bing Shrinking) oder von ihm benannt (z. B. House with two rooms, Dogbone space). In der allgemeinen Topologie charakterisierte er 1951 metrisierbare Räume („Metrization of topological spaces“, Canadian Journal of Mathematics 1951), im Bing-Nagata-Smirnow Metrisierungstheorem (Jun-iti Nagata und Juri Michailowitsch Smirnow publizierten darüber etwa gleichzeitig). Einer seiner ersten Erfolge war seine Lösung des „Kline Sphere Characterization Problem“ von 1946 (Bulletin AMS, S. 644), das besagt, dass ein metrischer Raum, der durch jede einfache geschlossene Kurve in zwei Teile geteilt wird, nicht aber durch zwei beliebige Punkte, homöomorph zur 2-Sphäre ist.

## Schriften
- The geometric topology of 3-Manifolds, AMS 1983
- Collected Papers, 2 Bände, AMS 1988

## Verweise
1. ↑  Angaben zu Rudolph H. Bing in der Datenbank der Bibliothèque nationale de France, abgerufen am 29. März 2019.
2. ↑  MacTutor History of Mathematics, siehe Weblink. Er sollte nach seinem Vater Rupert Henry heißen, was seiner Mutter aber zu britisch für Texas erschien.

| Personendaten    | Personendaten                  |
| ---------------- | ------------------------------ |
| NAME             | Bing, R. H.                    |
| KURZBESCHREIBUNG | US-amerikanischer Mathematiker |
| GEBURTSDATUM     | 20. Oktober 1914               |
| GEBURTSORT       | Oakwood, Texas                 |
| STERBEDATUM      | 28. April 1986                 |
| STERBEORT        | Austin, Texas                  |